# Jeeves Information Systems
Jeeves Information Systems, szerzej znany jako Jeeves, jest jednym z najszybciej rozwijających się producentów systemów ERP w Szwecji. Jeeves powstał na początku roku 1990, założony przez kilku szwedzkich przedsiębiorców. Siedziba przedsiębiorstwa i główne biuro zlokalizowane są w Sztokholmie. Od 1999 do 2012 spółka była notowana na Sztokholmskiej Giełdzie Papierów Wartościowych. W 2012 przejęta przez firmę BV Acquisitions AB. 
Przedsiębiorstwo sprzedaje oprogramowanie poprzez sieć dedykowanych partnerów (reselerów) w Szwecji, i innych państwach Europy, Ameryce Północnej, Australii i Azji.

## ERP Jeeves
System ERP Jeeves jest przeznaczony dla rozwijających się przedsiębiorstw z sektora sprzedaży, produkcji oraz usług i ma ponad 30 000 użytkowników w ponad 40 krajach. Jeeves oferuje dwa systemy ERP: Jeeves Selected, dla mniejszych przedsiębiorstw oraz Jeeves Universal dla średniej wielkości przedsiębiorstw. Jeeves ERP pozwala przedsiębiorcom na migrację systemu z Jeeves Selected na Jeeves Universal kiedy rozwój biznesu tego wymaga. Został wybrany najpopularniejszym systemem ERP w Szwecji w ankiecie przeprowadzonej przez Exido IT barometer.